# Гишу
Гишу (также возможные названия: гису, багису, багишу, а также самоназвание — бамасаба — по местному названию горы Элгон). 
Представители народа гишу, из группы банту, проживают на территории государства Уганда (LeVine 1997: 535). Численность представителей данного этноса составляет примерно одну тысячу человек. Среди народа гишу распространены такие языки, как масаба, луганда и суахили. Большинство народа гишу исповедует традиционные верования, но также есть те, кто исповедует христианство (протестантизм и католицизм), а также суннитскую ветвь ислама. Народ гишу сформировался из различных групп земледельцев народа банту, которые были вытеснены на склоны горы Элгон народами масаи и нанди.

## Основные занятия
Традиционным занятием народа гишу является ручное подсечно-огневое земледелие. Основными производимыми культурами являются просо, кукуруза, сорго, хлопок, бобовые. Крупный рогатый скот в быту гишу выполняет ритуальную функцию — является выкупом за невесту. Характерно стойловое содержание скота. Появляются попытки строительства ирригационных систем. Основные ремёсла — гончарное, кузнечное, плетение и резьба по дереву.

## Пища
Традиционно представители народа гишу употребляют в пищу продукты растительного происхождения.

## Социальная организация
В XIX веке была разрушена традиционная патрилатеральная родовая организация. Для настоящего времени характерно сохранение пережитков больших патриархальных семей.
Несмотря на небольшой размер своих социополитических объединений, гишу управляли также и другими племенами, обитающими в районе горы Элгон (LeVine 1997: 535).

## Традиционные поселения
Традиционные поселение разбросанное, местами кучевое, окружено частоколом. Традиционное жилище народа гишу представляет собой круглый дом с бамбуковыми стенами, обмазанными глиной, с конической крышей из травы.

## Традиционная одежда
Для настоящего времени характерна одежда европейского типа, однако, ранее гишу носили передники из растительных волокон из шкур, иногда из луба.

## Традиционные верования
Традиционные верования народа гишу представляют собой культы сил природы, предков, а также демиурга Вери Кубумба. Также распространены знахарство, колдовство. Народное творчество представлено этногенетическими преданиями и сказками о животных.